# Manjuyod
Manjuyod (Bayan ng Manjuyod) är en kommun i Filippinerna. Kommunen ligger på ön Negros, och tillhör provinsen Negros Oriental. Folkmängden uppgår till 37 863 invånare.

## Barangayer
Manjuyod är indelat i 27 barangayer.
| - Alangilanan - Bagtic - Balaas - Bantolinao - Bolisong - Butong - Campuyo - Candabong - Concepcion - Dungo-an - Kauswagan - Libjo - Lamogong - Maaslum | - Mandalupang - Panciao - Poblacion - Sac-sac - Salvacion - San Isidro - San Jose - Santa Monica - Suba - Sundo-an - Tanglad - Tubod - Tupas |